# Kilis
Kilis (abans Killiz) és una vila de Turquia entre els rius Afrin i Kuwayk, just al nord d'Azaz en la carretera entre Alep i Gaziantep. La seva població, l'inici del segle xxi, és de 80.542 habitants. És capital de la província de Kilis des del 1994, i del districte de Kilis, un dels quatre de la província.

## Història
Una tauleta assíria ja esmenta una vila de Ki-li-zi. En època clàssica fou la ciutat de Ciliza; a l'edat mitjana fou escassament important; apareix el 817 en la revolta del patriarca Dionisi i també és citada per Barhebreus i Miquel el Sirià. Al segle x pertanyia als hamdànides i el 969 va ser conquerida per assalt pel domèstic Bardes Focas, que es va emportar els habitants captius. Durant les Croades va passar als francs junt amb Azaz el 1118/1119 quan fou conquerida per Roger d'Antioquia. El 1124 l'amir turcman Balak d'Alep, va atacar Azaz i va devastar Killiz. El 1150 Azas i Killiz foren ocupades per Nur-ad-Din Muhàmmad. Al segle xvi fou residència de la família drusa dels Jumblat, avui notables libanesos.
Modernament Killiz ha eclipsat a Azaz. La ciutat antiga de Killiz ha desaparegut i es pensa que estava a Tarzime Khan (on hi ha unes restes) o als jardins d'Ilezi Baghçesi a uns 20 minuts a l'est. El 1891 ja tenia prop de 20.000 habitants dels quals 15.000 eren musulmans; el 1948 tenia 24.000 habitants, El 1994 va esdevenir capital de la nova província de Killis segregada de la província de Gaziantep (Ayntab).